# Meta Kehrer
Meta Kehrer (Amsterdam, 28 oktober 1890 – aldaar, 12 oktober 1965) was de eerste Nederlandse vrouwelijke hoofdinspecteur bij de politie. Kehrer werkte indertijd bij de zedenpolitie in Amsterdam. 
Kehrer werd op 28 oktober 1890 in Amsterdam geboren als dochter van Hermann Wilhelm Kehrer en Anna Elisabeth Jacoba Nachenius. Na haar opleiding aan het gymnasium ging Kehrer in 1912 werken als leerling-verpleegkundige in het Wilhelmina Gasthuis in Amsterdam. Na gewerkt te hebben in het Burgerziekenhuis (1918-1919) en bij de Vereniging voor Maatschappelijk Werk in de Ziekenhuizen (1919-1923) trad Kehrer in 1923 in dienst bij het bureau Kinderpolitie van het korps in Amsterdam. Dit bureau was drie jaar eerder op 1 mei 1920 bij het Amsterdamse politiekorps opgezet op initiatief van hoofdcommissaris Th.M. Roest van Limburg. Aan het hoofd van de Kinderpolitie in Amsterdam stonden indertijd een mannelijke hoofdinspecteur en ex-verpleegster Cornelia Maria van Ooy. Van Ooy was de eerste vrouwelijke inspecteur bij het Amsterdamse politiekorps. 
In 1931 werd in Amsterdam een nieuwe afdeling opgericht, het bureau Zedenpolitie. Kehrer werd na de oprichting van de Zedenpolitie naar deze nieuwe afdeling overgeplaatst. Ze werd bij het Amsterdamse politiekorps opeenvolgend benoemd als inspecteur 2e klasse (1924), inspecteur 1e klasse (1937) en in 1943 als hoofdinspecteur. Zij was hiermee de eerste vrouw bij de Nederlandse politie in de rang van hoofdinspecteur. Dit was bijzonder omdat vrouwen in die tijd nog niet de opleiding tot politie-inspecteur mochten volgen. 
In 1937 was Kehrer een van de mede-oprichters van de Vereniging van Vrouwelijke Hogere Politieambtenaren. Van 1946 tot 1950 was zij hiervan de president. Van 1947 tot 1950 was ze hoofdbestuurslid van de Bond voor Hoogere Politie-ambtenaren.
In 1951 verliet Kehrer de politie met eervol ontslag in verband met het bereiken van de pensioengerechtigde leeftijd. Ze overleed in oktober 1965 in Amsterdam.  